# アーサー・ゴーリング・トーマス
アーサー・ゴーリング・トーマス（Arthur Goring Thomas, 1850年11月10日 - 1892年3月20日）は、イングランドの作曲家。

## 生涯
トーマスはサセックスのラットン・パーク（Ratton Park）に生まれた。フリーマン・トーマス（Freeman Thomas）とアメリア（Amelia）の間の末っ子であり、アメリアの父はトーマス・フレデリック大佐であった。ヘイリーベリー・カレッジで学んだ彼は官庁での仕事を希望したが、病弱であったために満足に勉強をすることが出来なかった。1873年にパリへと赴き、幼少期から示していた音楽の才能を磨くことにする。ここで彼は2年間にわたってエミール・デュランの下で研鑽を積んだ。1875年にイングランドへと戻ったトーマスは1877年に王立音楽大学に入学し、3年間エベニーザー・プラウトとアーサー・サリヴァンに教えを仰ぎ、作曲によってチャールズ・ルーカス・メダルを2回獲得した。後の時期にはマックス・ブルッフからも管弦楽法についていくらか講義を受けている。トーマスの最初の出版作品となったのは、1871年の歌曲『Le Roi Henri』であった。
トーマス初期のコミック・オペラ『Don Braggadocio』（兄のC.I.トーマスのリブレット）は未完成に終わり、その素材は後に『The Golden Web』へと転用された。2作目となるオペラ『The Light of the Harem』（クリフォード・ハリソンのリブレット）からの抜粋が1879年11月7日に王立音楽アカデミーで演奏され、この成功をきっかけにカール・ローザから作品の委嘱を受けることになる。そうして書かれたのがポーリーヌ・ガルシア＝ヴィアルドに捧げられたオペラ『Esmeralda』であり、1883年3月26日にドルリー・レーンにおいて初演された。このオペラ中のアリア「O, vision entrancing」は大変な人気を博した。2年後にはケルンとハンブルクでドイツ語公演が催され、1890年にはロイヤル・オペラ・ハウスにおいてフランス語公演が行われた。
1885年4月16日にドルリー・レーンにおいて、トーマスの4作目で最高傑作であるオペラ『Nadeshda』（ジュリアン・スタージスのリブレット）がローザによって初演された。1890年にはヴロツワフでドイツ語版が上演されている。5作目となるオペラ『The Golden Web』（フレデリック・コーダーとB.C.スティーヴンソンのリブレット）はそれまでの作品より幾分オペラ・ブッファ寄りの形式となっていた。これは2月15日にリヴァプールにおいてカール・ローザ・オペラ・カンパニーによって初演され、ロンドンのリリック・シアターでも1893年3月11日に上演された。評判は上々だったものの、作品は短命に終わった。
劇作品の他、トーマスはソプラノと合唱のための詩篇『深き淵より』（1878年、ロンドン）、合唱のための頌歌『The Sun Worshippers』（1881年、ノリッジ）、管弦楽のための『Suite de ballet』（1887年、ケンブリッジ）などを作曲している。彼の死後、遺稿の中からカンタータ『The Swan and the Skylark』がピアノ譜の状態で見つかり、これにチャールズ・ヴィリアーズ・スタンフォードが管弦楽編曲を施したものが1894年のバーミンガム音楽祭で初演された。さらにトーマスは100曲を超える歌曲、二重唱曲を作曲している。
1891年、トーマスは婚約を果たした直後から精神に変調をきたし、ついに1892年3月20日に列車に身を投げて非業の最期を遂げた。彼の亡骸はフィンチリー墓地（Finchley）に埋葬された。
トーマスは19世紀イングランドの作曲家の中でも際立った位置を占めている。彼の音楽には若い頃にフランスで学んだ痕跡が認められ、劇音楽を作曲すること並びに洗練された美しい旋律に才能を見せている。人柄は愛想がよく、自作に対して厳しい批判的態度を向けており、自分に適性がないことには決して手を出そうとしなかった。また、絶え間なく自作の改定、改変作業を行っていた。